# Petrobia californica
Petrobia californica är en spindeldjursart som beskrevs av Baker och James P. Tuttle 1994. Petrobia californica ingår i släktet Petrobia och familjen Tetranychidae. Inga underarter finns listade i Catalogue of Life.